# Schellebelle
Schellebelle belga település, amely Flandria  régióban, Kelet-Flandria tartományban található. A település része Wichelen városnak.

## Látnivalók
- A "Sint-Jan Onthoofdingkerk" (Keresztelő Szent János-templom)
- Első világháborús múzeum
- "Het Kot", a falu közepén található kis épület, eredetileg lakóház, később börtön
- "Van Hauwermeirenmolen" vízimalom

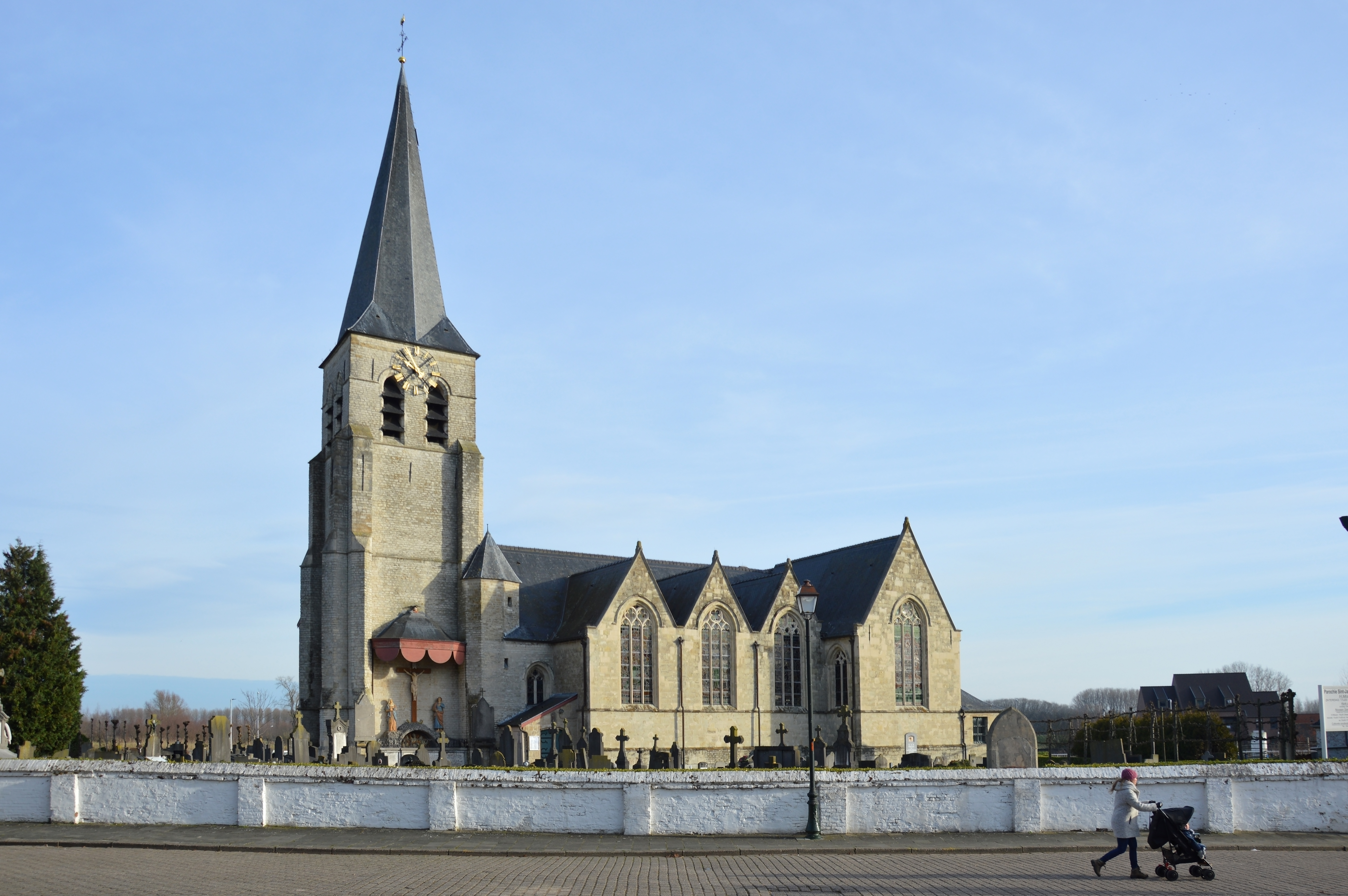
Sint-Jan Onthoofdingkerk
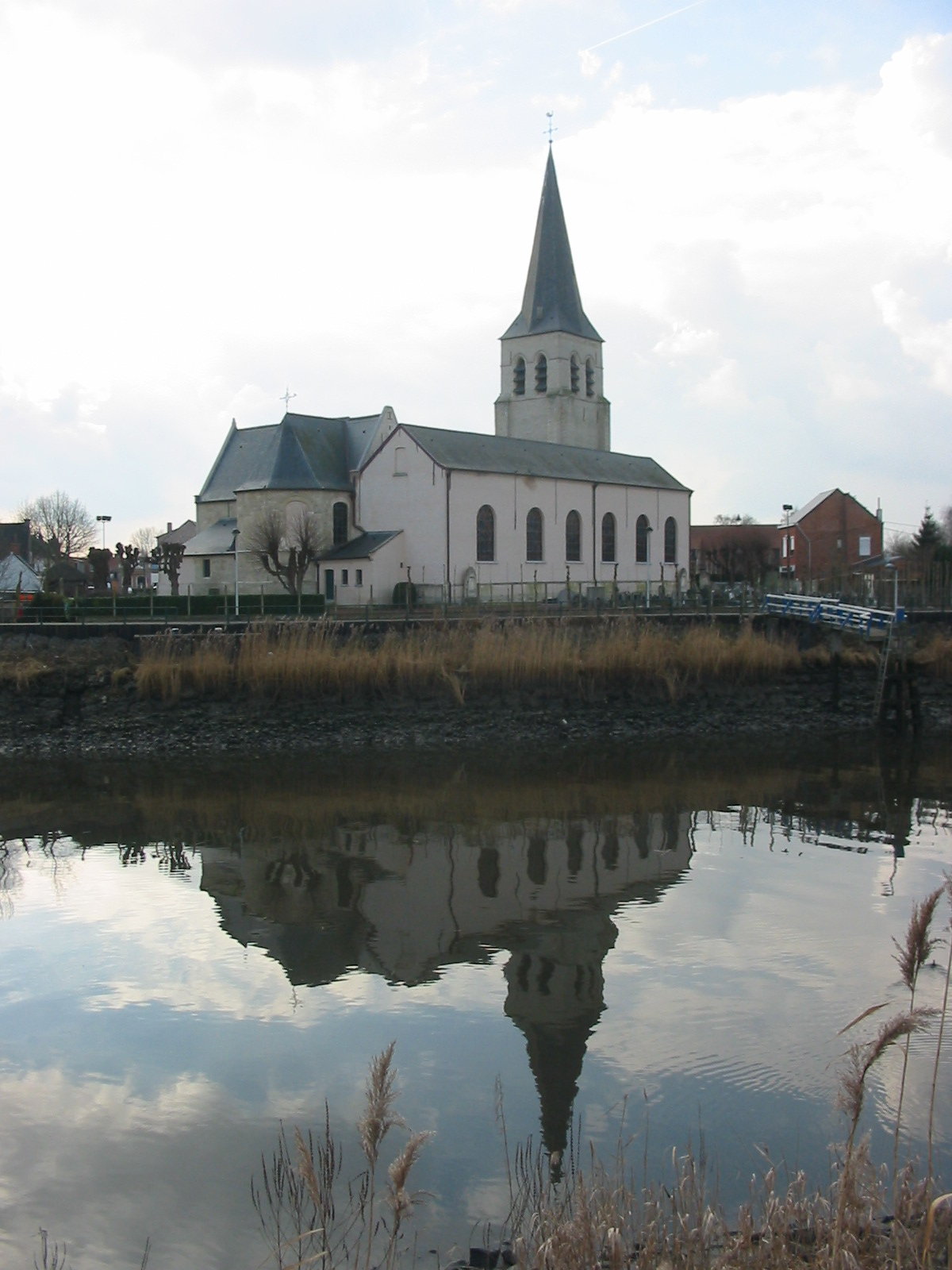
Schellebelle temploma a Schelde folyó mellett